# Aéroport Oyo-Ollombo
L'aéroport Oyo Ollombo (code IATA : OLL • code OACI : FCOD) est un aéroport desservant la ville d'Oyo dans le département de la Cuvette, République du Congo. Il est situé 9 km au sud-ouest d'Oyo, près du village d'Ollombo.

## Histoire
Officiellement inauguré en 2007 pour les festivités de l'indépendance, l'aéroport international d'Ollombo, situé à quelques encablures d'Oyo, est pleinement opérationnel depuis mars 2013. 
Tout comme ceux de Brazzaville et de Pointe-Noire, son gestionnaire est AERCO et son exploitant aéroportuaire est le français EGIS AIRPORT OPERATION. 
L'aéroport était desservi par ECAir et Canadian Airlines plusieurs fois par semaine. Toutefois, Ecair a cessé ses activités[Quand ?]. Désormais, beaucoup d’avions privés utilisent la plateforme aéroportuaire.

## Situation
| Impfondo Brazzaville Ouésso Pointe-Noire Owando Ollombo |

## Compagnies aériennes et destinations
En 2024, l'aéroport Oyo Ollombo est desservi par des vols hebdomadaires[réf. nécessaire].